# Ligdia extincta
Ligdia extincta är en fjärilsart som beskrevs av Hans-Joachim Hannemann 1917. Ligdia extincta ingår i släktet Ligdia och familjen mätare. Inga underarter finns listade i Catalogue of Life.